# Hiisi
Hiisi je termín z finské a estonské mytologie, původně označující posvátné místo, později ochranná božstva s nimi spojena. V křesťanstvím ovlivněném folklóru jsou hiisii démonické nebo šibalské bytosti, často chápáné jako původní obyvatelé země. Objevují se na významných skalních ostrozích, roklinách, balvanech, kopcích a podobných místech.